# Sphaeronella gitanopsidis
Sphaeronella gitanopsidis är en kräftdjursart som beskrevs av Hansen 1897. Sphaeronella gitanopsidis ingår i släktet Sphaeronella, och familjen Nicothoidae. Arten har ej påträffats i Sverige.